# Роберт Еммет Квін
Роберт Еммет Квін (2 квітня 1894 — 19 травня 1975) — американський адвокат і політик з штату Род-Айленда. Обіймав посаду 58-го губернатора Род-Айленду та судді вищого суду Род-Айленду.

## Раннє життя
Народився 1894 року в місті Фінікс. Син Чарльза Квінна та Мері Енн (Мак-Кейб) Квін. Закінчив Браунський Університет 1915 року, а юридичний факультет Гарвардської юридичної школи закінчив 1918 року. Служив у зовнішній службі США, а під час Першої світової війни як член Служби дипломатичної розвідки США у Великобританії та Франції. Після того як він покинув Міністерство закордонних справ 1919 року, почав займатися адвокатською практикою у свого дядька.

## Політична кар'єра
Почав свою політичну кар'єру демократом у сенаті штату Род-Айленд з 1923 до 1925 року і знову з 1929 до 1933 року. 1932 року його обрали віцегубернатором штату Род-Айленд, обіймав посаду з 1933 до 1937 року.

### Сенат штату
Квін вступив до сенату Род-Айленду 1923 року як один із трійки молодих прогресивних політиків — групи, до якої окрім нього входили Вільям С. Флінн та Фелікс А. Тупін.

### Губернатор
Номінувався на посаду губернатора Род-Айленда, коли чинний губернатор Теодор Френсіс Грін вирішив балотуватися на місце в Сенаті США. Він обіймав посаду губернатора з 5 січня 193 до 3 січня 1939 року. Під час каденції Квін виступав за систему заслуг державних службовців, запровадження податку на доходи фізичних осіб та звільнення бідних від податків на нерухомість.

### Вищий суд
Квін повернувся до адвокатської практики після закінчення терміну губернатора. Він отримав призначення на посаду судді вищого суду в 1941 році, працюючи суддею вищого суду Род-Айленда. Під час Другої світової війни він вступив до армії як командир юридичної галузі флоту. Прослужив чотири роки, отримавши звання капітана. Повернувся в запас після закінчення війни.

## Сім'я
1923 року Квін одружився з Мері Картер. У них було п'ятеро дітей: Норма Марі, Роберт Картер, Поліна, Кемерон Пітер та Пенелопа Дорр.